# Gemeine Geburtshelferkröte
Die Gemeine, Gewöhnliche oder auch Nördliche Geburtshelferkröte (Alytes obstetricans) ist ein Froschlurch aus der Familie Alytidae. Sie ist die einzige Art dieser Familie, deren Verbreitung von Südwesten her bis nach Mitteleuropa reicht. Die weiblichen Geburtshelferkröten legen ihren Laich nicht in einem Gewässer ab. Stattdessen übernehmen gegen Ende der Paarung die Männchen die frisch abgelegten Eischnüre, befestigen sie an ihren Hinterbeinen und tragen sie mit sich, bis die Kaulquappen reif zum Schlüpfen sind.

## Merkmale

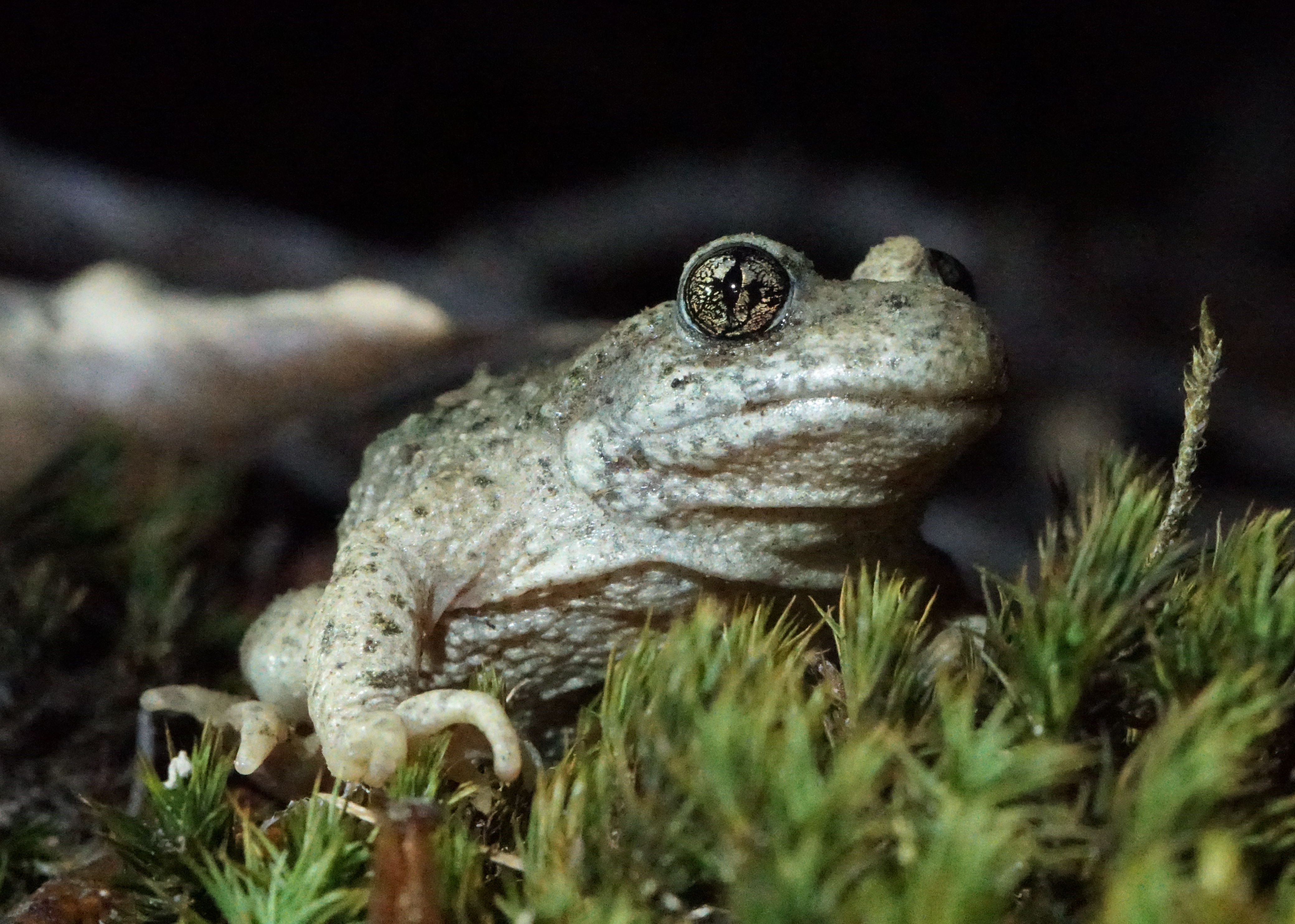
Vertikale Pupille der Geburtshelferkröte

Erwachsene männliche Geburtshelferkröten sind durchschnittlich 40 mm, selten über 50 und maximal 55 mm lang. Bei einer Population in Südwestdeutschland variierte die Größe der geschlechtsreifen Männchen zwischen 31 und 48 mm. Weibchen werden höchstens geringfügig größer als Männchen. Der Körper ist gedrungen, der Kopf breit, die Schnauze leicht zugespitzt, die Pupillen stehen senkrecht und die Ohrdrüsen (Parotiden) sowie das Trommelfell sind relativ gut sichtbar. Die graue bis grau-braune Oberseite ist mit kleinen rundlichen, teilweise rötlichen Warzen besetzt, die schmutzig-weiße Unterseite ist meist grau gefleckt. Die laichtragenden Männchen sind unverwechselbar. Sie verfügen weder über Schallblasen noch über saisonale Brunstschwielen (vgl. dazu auch: Paul Kammerer).

## Etymologie
Die Bezeichnung "Geburtshelferkröte" rührt wohl daher, dass man früher annahm, das Männchen würde beim Amplexus mit seinen Hinterbeinen die Laichschnur aktiv aus der Kloake des Weibchens herausziehen (was jedoch nicht der Fall ist). Andere führen den Namen aber auch auf das Brutpflegeverhalten ("Laichaustragen") des Männchens zurück. Nach dem Klang der Rufe lautet ein weiterer Trivialname "Glockenfrosch" (oder entsprechend regional "Glögglifrosch" etc.). Eine andere Bezeichnung, "Fesslerkröte", bezieht sich auf die durch den Laich wie gefesselt wirkenden Männchen. Zudem sind zahlreiche lokale, teilweise kaum mehr gebräuchliche Namen bekannt, darunter Läutefrosch, Steinklinke, Steinkrötle, Möhnli oder Klinkerkröte. Auch im wissenschaftlichen Namen findet man oben genannte Deutungen wieder: Alytos = Griechisch für "gefesselt", obstetricus = Lateinisch für "Hebamme, bei der Geburt helfend". Gebiete bzw. Gewässer mit dem Vorkommen der Geburtshelferkröte trugen Namen wie Klingelsiepen, Klingelborn, Klingelschlade, Klingelpütt, Glockenteich. Im Sauerland gibt es drei Sagen, in welchen die Rufe der Geburtshelferkröte vorkommen.

## Verbreitung und Lebensraum

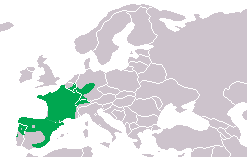
Verbreitung der Gemeinen Geburtshelferkröte

Die Art besiedelt hauptsächlich Südwest- und Westeuropa und zum Teil Mitteleuropa. Sie kommt im Süden der Niederlande, in Ost-Belgien, Luxemburg, Frankreich, in Teilen Deutschlands, in der Schweiz, in Nord- und Ost-Spanien und in Nord-Portugal vor. In Deutschland ist sie auf den zentralen Mittelgebirgsraum (nach Norden und Osten: niedersächsisches Weser-Leine-Bergland, Harz und -vorland, westliches Sachsen-Anhalt und westliches Thüringen, nach Süden: Nord- und Mittelhessen, Nordwestbayern) sowie auf den westlichen Teil (südliches Nordrhein-Westfalen, Rheinland-Pfalz, Saarland, südwestliches Baden-Württemberg) beschränkt. Während im erst nacheiszeitlich (wieder)besiedelten Mitteleuropa nur die Nominatform vertreten ist, konnte sich auf der seit Millionen von Jahren besetzten Iberischen Halbinsel eine größere Variationsbreite mit mehreren Unterarten sowie anderen Alytes-Arten entwickeln.
Die Landlebensräume sind wärmebegünstigt und weisen gleichzeitig zahlreiche bodenfeuchte Verstecke auf, z. B. unter Steinplatten, in Steinhaufen oder Erdlöchern. Das passende Mikroklima ist ein entscheidender Faktor für die Habitatwahl. Als Fortpflanzungsgewässer nutzt die Art eher anspruchslos eine breite Palette sonniger bis halbschattiger Gewässer mit unterschiedlicher Größe und Wasserführung (Kleinstgewässer, Tümpel, Weiher). Oft liegen die Verstecke und die Gewässer nahe beieinander. Typische Ganzjahreslebensräume befinden sich in Mitteleuropa vor allem in vegetationsarmen Steinbrüchen und Tongruben, auf militärischen Übungsplätzen und auch im Bereich von Siedlungen wie Gärten und Friedhöfen. Die Höhlen, in denen Geburtshelferkröten leben, sind 30–50 cm tief.

## Fortpflanzungsbiologie

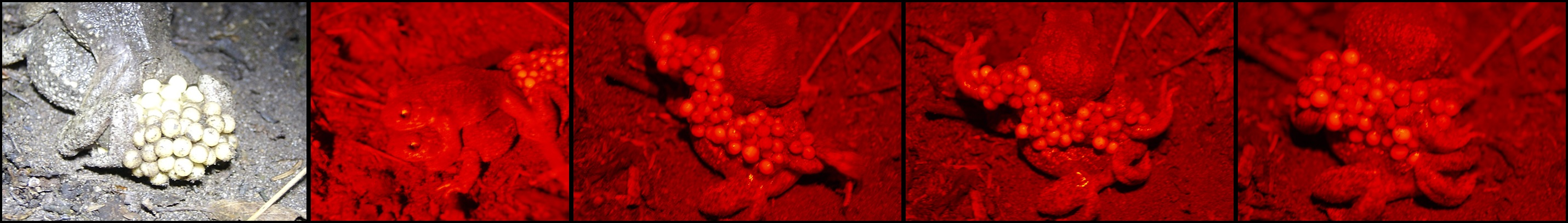
Amplexus und Übergabe des Laichs

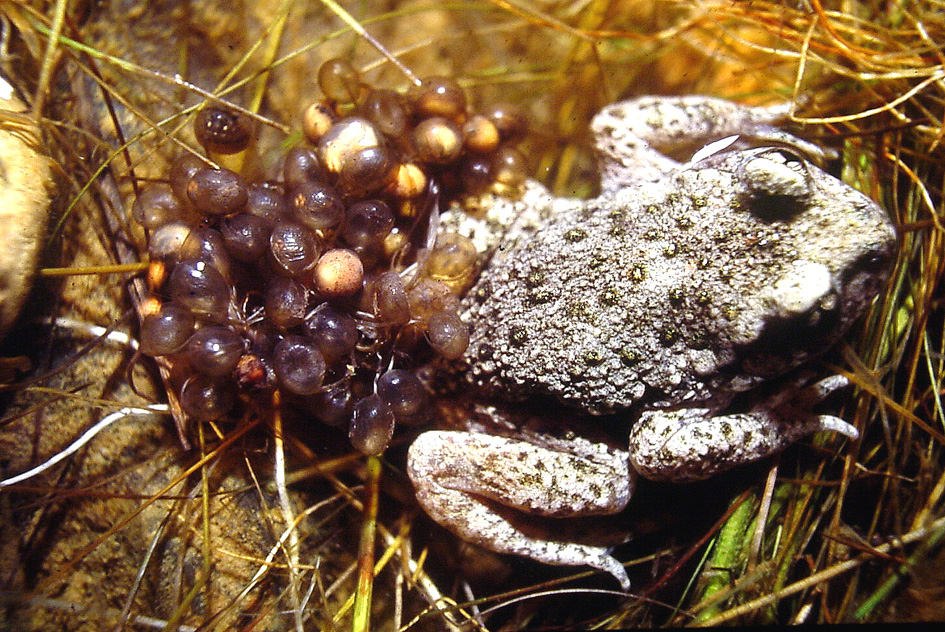
Männchen mit schlupfreifem Laich, hier beim Absetzen ins Larvengewässer

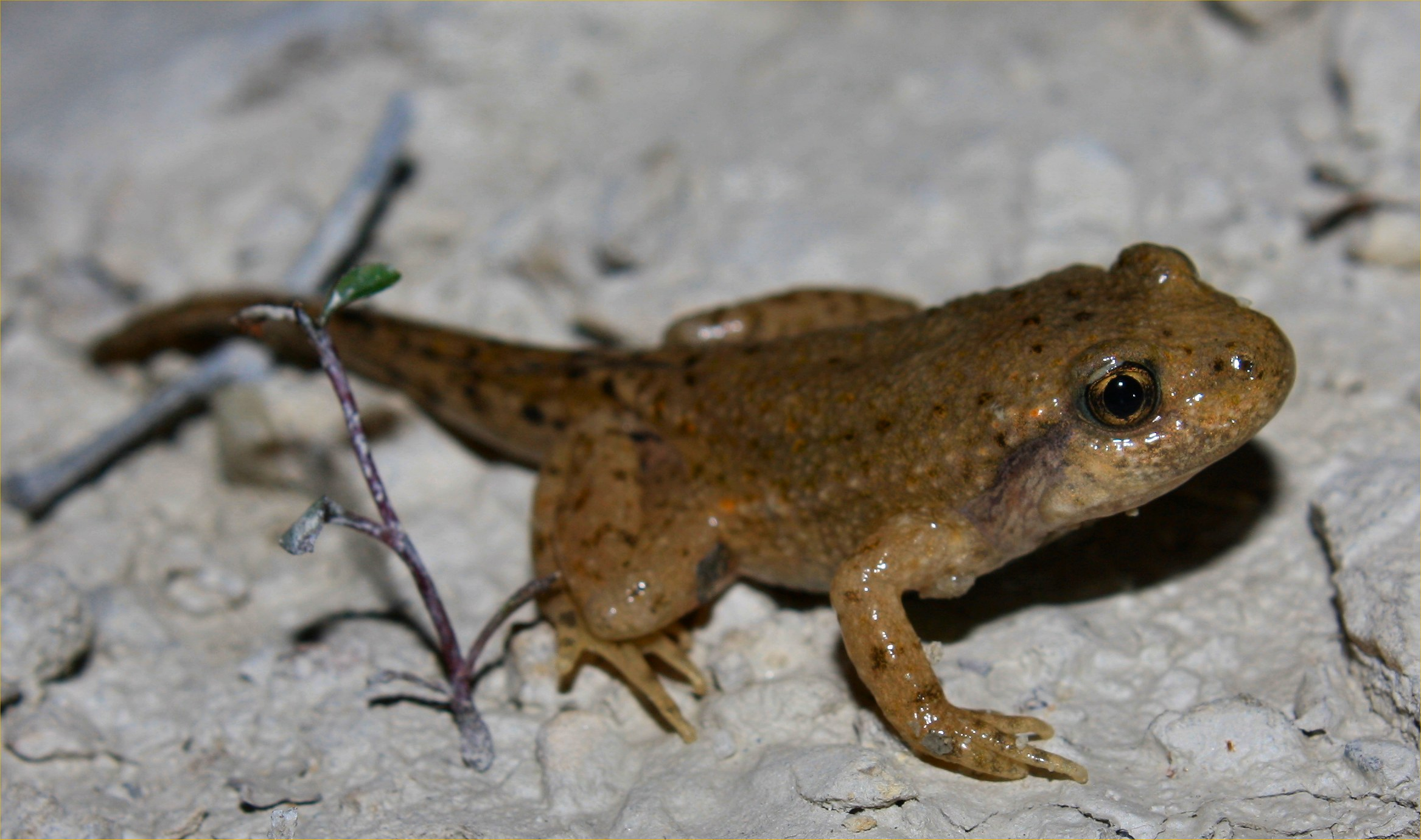
Metamorphling der Geburtshelferkröte mit noch nicht zurückgebildetem Schwanz

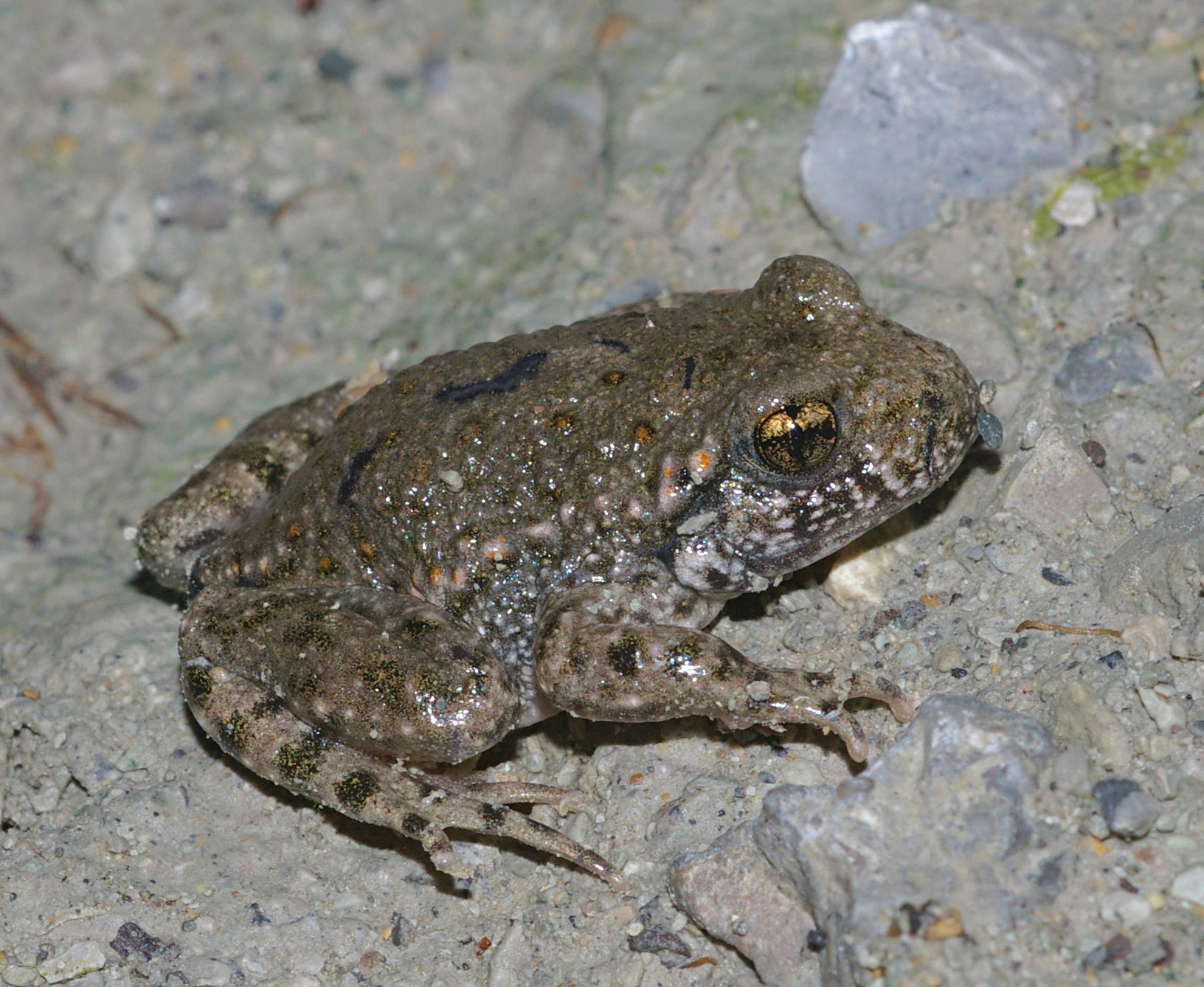
Jungtier, ca. 15 mm lang

Die Rufaktivität der Männchen erstreckt sich von März bis August (Südwest-Deutschland: April bis Ende August) und ist durch mehrmaligen starken Rückgang in drei oder vier Rufperioden unterteilt. In den Perioden mit hoher akustischer Aktivität finden jeweils im Verlauf einiger Tage Paarungen statt. Die größte Rufaktivität der Männchen, die stets an Land rufen, fällt in die Abend- und Nachtstunden. Die tägliche Rufphase setzt in der Dämmerung ein, wenn die Helligkeit auf 140-40 Lux zurückgegangen ist. Diese Helligkeit entspricht einer fortgeschrittenen Dämmerung. Anfang April beginnt das Rufen gegen 19.45 Uhr, Mitte Juli wegen der veränderten Tageslänge erst gegen 20.45 Uhr. Die Geburtshelferkröten rufen nur in einem bestimmten Temperaturbereich. Die untere Rufschwelle liegt bei 6–7 °C, die obere bei 25–26 °C.
Rufe: Der Paarungsruf der Männchen besteht aus einer Folge von kurzen, harmonischen Klängen, die für das menschliche Gehör angenehm klingen und hohen Flötentönen oder Funksignalen gleichen. Mehrere Rufmerkmale ändern sich mit der Umgebungstemperatur. Die Wiederholungsrate ist verhältnismäßig niedrig. Bei 8 °C geben die Männchen durchschnittlich 12,25 Klänge pro Minute ab, bei 25 °C sind es im Durchschnitt 40. Die Grundfrequenz beträgt bei einem 40 mm großen Männchen bei 8 °C 1375 Hz und erhöht sich auf 1475 Hz beim Anstieg der Temperatur auf 25 °C. Regelmäßig sind fünf Obertöne ausgebildet. Obgleich die Klänge ohnehin kurz sind, nimmt ihre Dauer weiter ab, wenn die Temperatur ansteigt, von 150 ms bei 8 °C auf 77 ms bei 25 °C. Auch die Größe der Tiere hat Rückwirkungen. Bei zunehmender Körperlänge nimmt die Dauer der Klänge zu, während die Grundfrequenz sinkt.
Anders als bei den meisten anderen Froschlurchen verfügen weibliche Geburtstshelferkröten ebenfalls über einen Paarungsruf. Er ist dem der Männchen ähnlich, doch bestehen geschlechtsspezifische Unterschiede. Der auffälligste betrifft die Lautstärke. Der Schalldruck macht nur etwa die Hälfte oder gar nur ein Viertel des Schalldrucks der von den Männchen geäußerten Rufe aus. Die Grundfrequenz liegt 60–80 Hz über der der Männchen, die gleich groß sind und bei der gleichen Temperatur rufen. Die Weibchen äußern Paarungsrufe, wenn sie begattungsbereit sind und gezielt zu einem rufenden Männchen wandern. Haben sie sich diesem bis auf zirka 4 m genähert, beginnen sie zu rufen, häufig im Wechsel mit dem ausgewählten Männchen.
Paarung: Die Paarung erfolgt an Land und dauert bis zu eineinhalb Stunden. Spezifische und aufeinander abgestimmte Verhaltensweisen sorgen für die sichere Übertragung der von einem Weibchen abgelegten Eier auf das an der Paarung beteiligte Männchen. Dieser bemerkenswerte Vorgang war mehrmals Gegenstand eingehender Untersuchungen. Bei Beginn der Paarung umklammert das Männchen mit seinen Vorderbeinen das Weibchen vor dessen Hinterbeinen, führt anschließend wippende Bewegungen durch und bestreicht die Kloake des Weibchens mit seinen Hinterbeinen. Auf ein Körpersignal des Weibchens rückt das Männchen nach vorne und umklammert jetzt das Weibchen vor dessen Vorderbeinen. Daraufhin und innerhalb von ein bis drei Sekunden legt das Weibchen zwei Laichschnüre ab, die einen Knäuel bilden. Beide Tiere formen mit den Hinterbeinen ein Körbchen, in dem die vom Weibchen abgegebenen Eier aufgefangen und vom Männchen besamt werden. Die Aufnahme der Eier durch das Männchen beginnt nach einer bis zu 17 Minuten dauernden Ruhepause. Das Männchen, das das Weibchen immer noch umklammert, zwängt seine Hinterbeine durch den Knäuel der Eier und spreizt die Beine weit nach der Seite, wodurch die Eier über die Ferse rutschen. Nach mehrmaliger Wiederholung dieser Aktion sind alle Eier durch die zu elastischen Bändern getrocknete Gallerte an den Schienen der Hinterbeine befestigt. Mitunter wird berichtet, dass sich das Männchen die Eischnüre um die Hinterbeine wickle. Nach den bisherigen Berichten scheint das nicht zuzutreffen. Nach etwa einer Stunde verlässt das Weibchen das Männchen, sucht in der Nähe einen Unterschlupf und kehrt meist erst in der folgenden Nacht in die eigene Höhle zurück. Das Männchen bleibt in seiner Höhle und äußert weiterhin Paarungsrufe.
Innerhalb von etwa zwei Wochen können sich Männchen mit unterschiedlichen Weibchen paaren und noch ein zweites, selten ein drittes Gelege aufnehmen. Insgesamt trägt ein Männchen meist mehrere Dutzend (Extremwerte: fünf bis 171) Eier mit sich. Die Eier sind groß, reich an Dotter, unmittelbar nach der Eiablage leicht gelblich, späterhin dunkelbraun gefärbt. Im Vergleich zu anderen Froschlurcharten ist die Anzahl der Eier eines Geleges gering. Sie reicht aus, um den Bestand der Population zu sichern, da die Geburtshelferkröten Brutpflege betreiben. Diese Art des Fortpflanzungsverhaltens entspricht der K-Strategie. Je nach Witterung verbleiben die Laichschnüre 20 bis 45 (50) Tage beim Vatertier. Durch hohe Luftfeuchtigkeit, Tau, Regen und eventuell kurze Gewässeraufenthalte (letzteres wird nur vermutet) werden die Eier feucht gehalten. Nach Abschluss der Eireife begibt sich das Männchen zum Fortpflanzungsgewässer, wo die 12 bis 20 mm langen und relativ weit entwickelten Larven einige Minuten nach dem Kontakt mit dem Wasser zu schlüpfen beginnen. Die ersten Larven werden ab Mitte Mai in das Wasser gebracht, Männchen mit Eischnüren wurden bis Ende August beobachtet. Eine Überwinterung der Kaulquappen kommt regelmäßig vor; solche überwinterten Larven können manchmal eine Länge von 90, ausnahmsweise auch 110 Millimetern erreichen.
Pro Jahr können sich Geburtshelferkröten bis zu dreimal, seltener bis viermal fortpflanzen. Die Geschlechtsreife wird nach der zweiten Überwinterung im Anschluss an die Metamorphose erreicht. Die Tiere können über acht Jahre alt werden.

## Gefährdung und Schutz

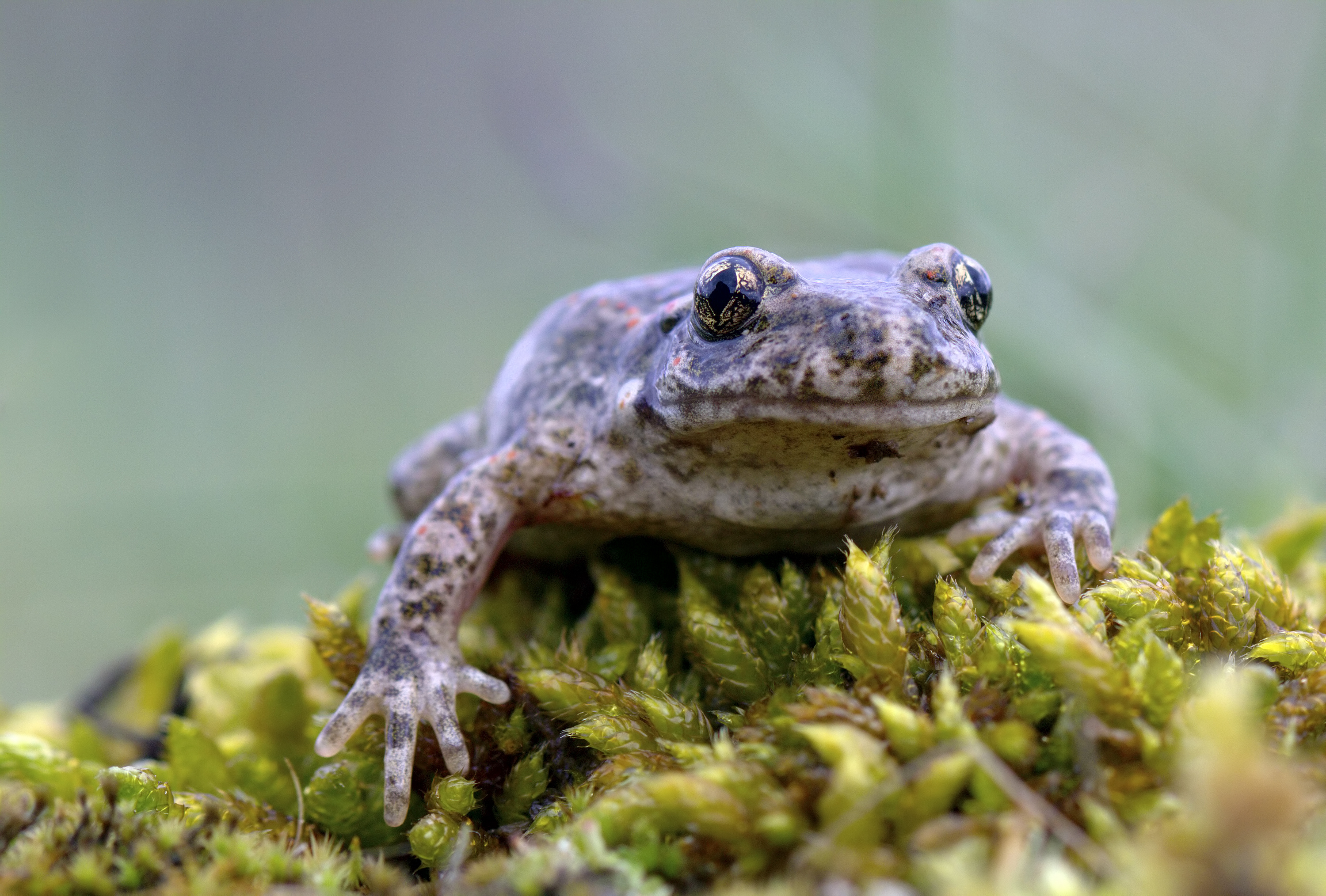
Alytes obstetricans aus Nordspanien

Geburtshelferkrötenbestände werden vor allem von Lebensraumverlust bedroht, wie er durch Verfüllung von Tümpeln, durch Rekultivierung oder Umnutzung von Mauer- und Felsbiotopen, Steinbrüchen und Tongruben, aber auch durch natürliche Sukzession (insbesondere: Verbuschung) der Pionierbiotope entsteht. Infolge von Verinselung, also einer Fragmentierung der Habitate, beispielsweise durch Straßen oder intensive Landwirtschaft, werden Populationen voneinander isoliert. Auch Fischbesatz in den Larvengewässern wirkt sich negativ aus. Die Geburtshelferkröte ist ferner möglicherweise durch die Pilzkrankheit Chytridiomykose bedroht. In Thüringen ging die Anzahl der Vorkommen seit den 1990er Jahren um mehr als 90 % zurück. 2018 gab es nur noch etwa 30 Vorkommen in Thüringen.
Seit den 1980er Jahren wird in verschiedenen Regionen Mitteleuropas, unter anderem auch im Bergischen Land, an der Westabdachung des Rheinischen Schiefergebirges, ein dramatischer Bestandsrückgang bei der Geburtshelferkröte zumindest außerhalb von Abgrabungsbiotopen verzeichnet. Obwohl hier ursprünglich ein Verbreitungsschwerpunkt der Geburtshelferkröte in Nordrhein-Westfalen lag, sind die meisten Populationen, zum Beispiel an Gehöften, Mühlen- und Schönungsteichen, inzwischen erloschen.
In der Schweiz nahm der Bestand von 1993 bis 2018 um etwa 50 % ab.
Ein ungewöhnlicher neuer Lebensraum wurde 2008 im Rahmen eines Artenschutzprogramms ausgewählt: Im Wasserlauf des Löwengeheges im Wuppertaler Zoo sind Kaulquappen der Geburtshelferkröte ausgesetzt worden. In der Schweiz wurde die Geburtshelferkröte zum „Tier des Jahres“ 2013 gekürt.
Gesetzlicher Schutzstatus (Auswahl)

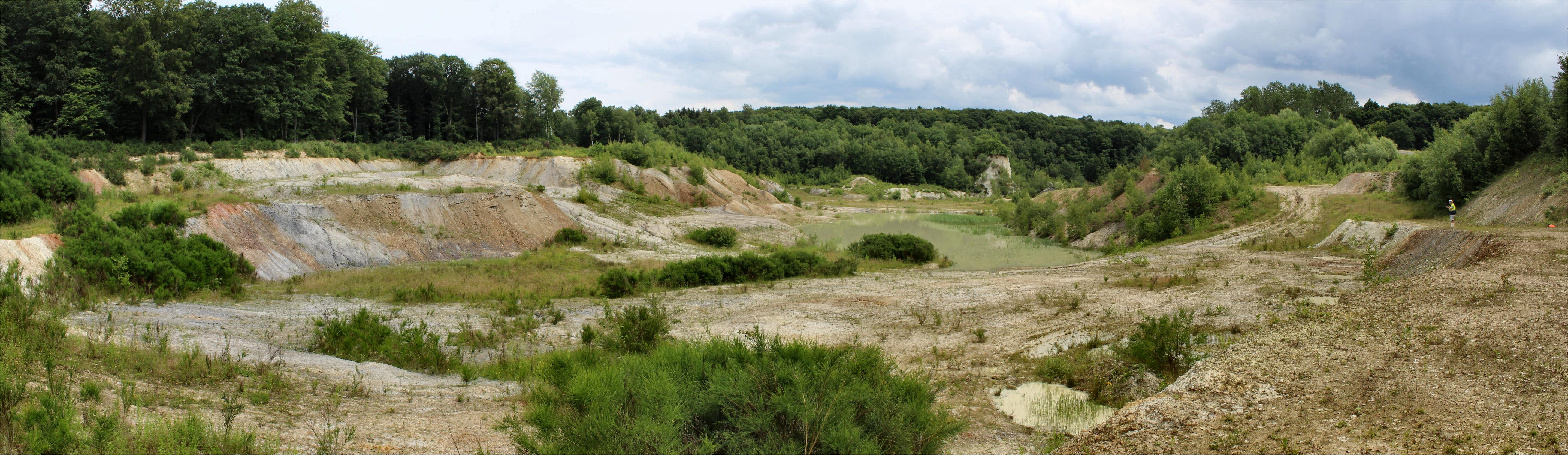
Alte Tongrube, Lebensraum einer großen Geburtshelferkröten-Population bei Bonn

- Fauna-Flora-Habitat-Richtlinie (FFH-RL): Anhang IV (streng zu schützende Art)
- Bundesnaturschutzgesetz (BNatSchG): streng geschützt

Nationale Rote Liste-Einstufungen (Auswahl)
- Rote Liste Bundesrepublik Deutschland: 2 – stark gefährdet
- Rote Liste der Schweiz: EN (entspricht: stark gefährdet)
- Rote Liste Österreichs: (diese Art kommt hier nicht vor)